# 나가라강
나가라강(일본어: 長良川 나가라가와[*])은 일본 기후현 구조시에서 발원해 미에현 구와나시로 흐르는 강이다. 기소강, 이비강과 함께 나가라 강은 노비평야의 기소 삼강 중 하나이다. 예전에 강은 스노마타강(墨俣川)으로 불렸다. 길이는 166 km이고 유역 면적은 1,985 km2이다. 일본 정부에 의해 1급 하천으로 분류되어 있다.
또한 깨끗한 강으로 유명해 시즈오카현의 가키타강, 고치현의 시만토강과 함께 "일본 3대 청류"로 여겨진다. 1985년에 중류역이 "일본의 유명한 물 100선"에 선정되었다. 또한 1988년과 2001년에 "일본 최고의 목욕장"에 선정되었다. 철 성분을 많이 함유한 것으로 알려진 나가라가와 온천 또한 강의 인기있는 관광지이다.

## 역사
나가라강에는 댐이 별로 없기 때문에 강의 수위는 비가 올 때 빠르게 변한다. 주변 지역을 홍수로부터 보호하기 위해 강 기슭의 대부분에는 커다란 제방이 세워져있다. 그러나 제방의 일부는 붕괴되어 홍수와 사상자를 발생시키기도 했다.
1976년 9월 12일의 17호 태풍은 기후현 안파치정의 제방을 붕괴시켰고 한 명이 사망하였다. 20년 후인 1999년 9월 15일에 16호 태풍에 의해 기후현 시로토리정의 제방이 붕괴되었다. 2002년 7월 10일, 6호 태풍에 의해 시로토리의 제방은 다시 붕괴되었고 홍수가 발생하였다.
1995년에 나가라가와강 하구언의 운용이 시작되었다.

## 지역
강은 다음 도시를 통과하거나 혹은 그 경계를 형성한다.
- 기후현: 구조시, 미노시, 세키시, 기후시, 미즈호시, 오가키시, 안파치정, 와노우치정, 가이즈시
- 아이치현: 아이사이시
- 미에현: 구와나시